# Armia Ludowa

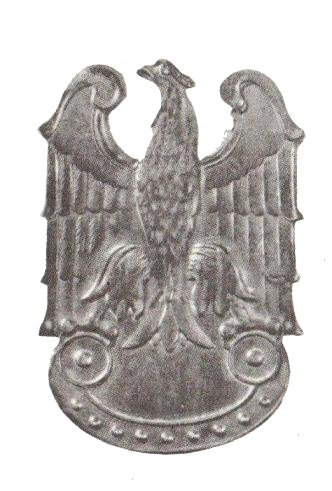
Mössmärke för Armia Ludowa.

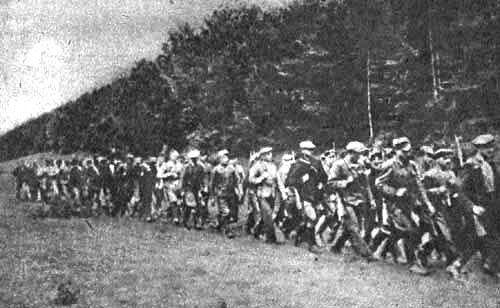
Gerillakrigare från Armia Ludowa i skogarna utanför Lublin 1944.

Armia Ludowa (AL) (Folkarmén) var en kommunistisk motståndsrörelse i Polen under andra världskriget. Den bildades 1944 och infogades samma år i den polska kontingenten i Röda armén.

## Mål
AL stöddes av Sovjetunionen och arbetade för att upprätta en kommunistisk samhällsordning i Polen efter kriget. 

## Tillkomst
Organisationen tillkom 1944 när det sedan 1942 organiserade lilla kommunistiska Gwardia Ludowa (Folkgardet) ombildades till AL.

## Storlek
AL hade på sommaren 1944 30 000 medlemmar, av vilka ungefär 6 000 var aktiva gerillakrigare.

## Motståndare
Förutom av den tyska ockupationsmakten bekämpades AL den nationalistiska polska motståndsrörelsen NSZ. Det förekom även väpnade sammanstötningar med Armia Krajowa.

## Avveckling
AL inordnades 21 juli 1944 i den polska kontingenten i Röda armén.